# Belarussische Poolbillard-Meisterschaft
Die belarussische Poolbillard-Meisterschaft ist ein jährlich ausgetragenes Poolbillardturnier zur Ermittlung der nationalen Meister von Belarus in den Billarddisziplinen 8-Ball, 9-Ball, 10-Ball und 14/1 endlos.
Rekordsieger bei den Herren ist Dsmitryj Tschuprou, der seit 2011 zwölfmal belarussischer Meister wurde. Bei den Damen ist Marharyta Fjafilawa, die auch zweimal bei den Herren siegte, mit 24 Titeln Rekordsiegerin.

## Belarussische Meister

### Herren
| Jahr | 14/1 endlos        | 8-Ball              | 9-Ball             | 10-Ball             |
| ---- | ------------------ | ------------------- | ------------------ | ------------------- |
| 2011 |                    | Dsmitryj Tschuprou  | Dsmitryj Tschuprou |                     |
| 2012 |                    | Uladsislau Zyrykau  | Dsmitryj Tschuprou |                     |
| 2013 | Wadsim Papisch     | Dsmitryj Tschuprou  | Dsmitryj Tschuprou | Dsmitryj Tschuprou  |
| 2014 | Dsmitryj Tschuprou | Anton Oksenjuk      | Dsmitryj Tschuprou | Uladsislau Zyrykau  |
| 2015 | Dsmitryj Tschuprou | Dsmitryj Hryb       | Mikita Strokin     | Dsmitryj Tschuprou  |
| 2016 | Uladsislau Schopik | Marharyta Fjafilawa | Uladsislau Schopik | Marharyta Fjafilawa |
| 2017 | Dsmitryj Tschuprou | Dsmitryj Tschuprou  | Uladsislau Zyrykau | Wadsim Papisch      |
| 2018 | Uladsislau Schopik | Jahor Parubez       | Uladsislau Schopik | Uladsislau Schopik  |
| 2019 | Uladsislau Zyrykau | Uladsislau Les      | Uladsislau Schopik | Uladsislau Zyrykau  |
| 2020 |                    | Uladsislau Zyrykau  | Mikita Palujan     |                     |

### Damen
| Jahr | 14/1 endlos         | 8-Ball                   | 9-Ball                   | 10-Ball             |
| ---- | ------------------- | ------------------------ | ------------------------ | ------------------- |
| 2011 |                     | Anastassija Tumilowitsch | Jana Schut               |                     |
| 2012 | Marharyta Fjafilawa | Marharyta Fjafilawa      |                          |                     |
| 2013 | Marharyta Fjafilawa | Marharyta Fjafilawa      | Anastassija Tumilowitsch |                     |
| 2014 | Marharyta Fjafilawa | Marharyta Fjafilawa      | Marharyta Fjafilawa      |                     |
| 2015 | Marharyta Fjafilawa | Marharyta Fjafilawa      | Marharyta Fjafilawa      |                     |
| 2016 | Marharyta Fjafilawa | Marharyta Fjafilawa      | Marharyta Fjafilawa      |                     |
| 2017 | Marharyta Fjafilawa | Marharyta Fjafilawa      | Marharyta Fjafilawa      | Marharyta Fjafilawa |
| 2018 | Marharyta Fjafilawa | Marharyta Fjafilawa      | Palina Tschernik         | Marharyta Fjafilawa |
| 2019 | Marharyta Fjafilawa | Miljana Murha            | Jana Schut               | Marharyta Fjafilawa |
| 2020 |                     | Marharyta Fjafilawa      | Marharyta Fjafilawa      |                     |